# Richard Overton
Pour les articles homonymes, voir Overton.
Richard Overton, né le 11 mai 1906 à St. Mary's dans le comté de Bastrop au Texas et mort le 27 décembre 2018 à Austin (Texas), est un supercentenaire américain.
Il était le vétéran américain de la Seconde Guerre mondiale le plus âgé de 2013 jusqu’à sa mort fin 2018.

## Biographie

### Famille
Richard Arvin Overton est l'arrière-petit-fils de John Overton (en), banquier, homme politique, juge à la cour supérieure du Tennessee et conseiller d'Andrew Jackson.

### Carrière

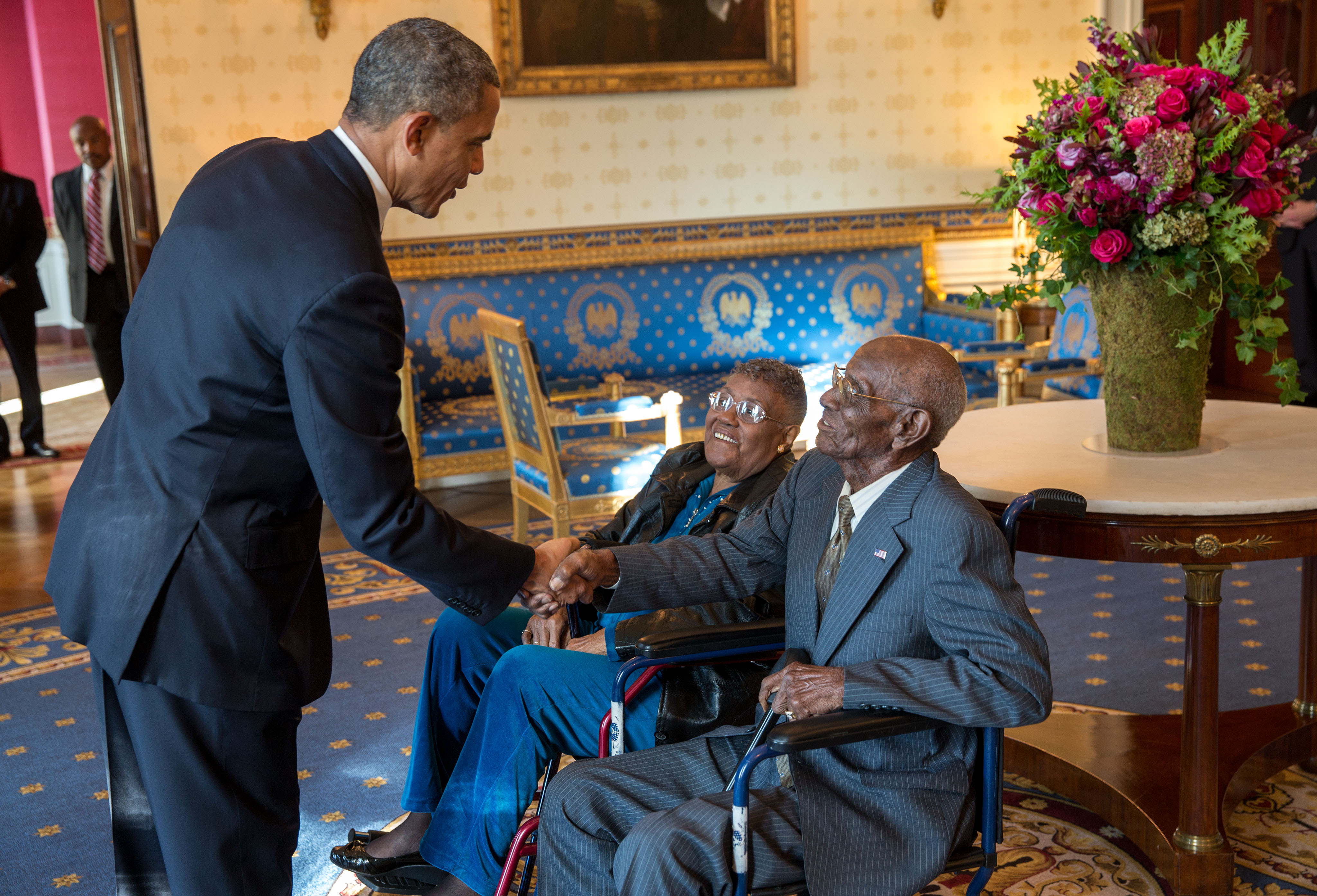
Rencontre avec Barack Obama en 2013.

Durant la Seconde Guerre mondiale, il servit comme technicien dans l’US Army sur le théâtre des opérations du Pacifique.
À partir de 2012, il est le plus âgé des vétérans américains de la Seconde Guerre mondiale,,,.
En 2016, grâce à l'aide de la Home Depot Foundation, son cousin Volma Overton réussit à lever assez de fonds pour lui permettre de continuer à vivre chez lui jusqu'à la fin de ses jours. En 2017, il dit continuer de fumer environ douze cigares par jour ; il estime d'ailleurs que sa longévité est due à ceux-ci et à Dieu. En mai, la voie dans laquelle il vit est renommée « Richard Overton Avenue ».